# ROMPOS
Sistemul românesc de determinare a poziției (ROMPOS – ROManian POSition Determination System) este un sistem de poziționare care se bazează pe o rețea de 75 de stații GNSS permanente și pe sistemele globale de radionavigație prin satelit (GNSS).
ROMPOS reprezintă un proiect inițiat de Agenția Națională de Cadastru și Publicitate Imobiliară (ANCPI), fiind lansat oficial în luna septembrie a anului 2008. Sistemul este actualmente administrat și dezvoltat de Centrul Național de Cartografie (CNC), începând cu luna martie a anului 2018.

### Date tehnice
Baza sistemului constă dintr-o rețea de 75 de stații GNSS permanente (denumite și stații de referință), care acoperă întreg teritoriul național. ROMPOS furnizează date în timp real sub formă de corecții diferențiale, pe baza semnalelor recepționate de la sistemele de radionavigație prin satelit GPS, GLONASS și GALILEO. În acest fel se realizează poziționarea cinematică în timp real (RTK).
De asemenea, ROMPOS furnizează și servicii pentru postprocesare, sub formă de fișiere RINEX.
Stațiile GNSS permanente care constituie infrastructura de bază a ROMPOS sunt următoarele:
| Nr.crt. | Denumire              | ID   | B [° ' "]   | [° ' "]     | H [m]  | GPS/ GLONASS/ Galileo/ BeiDou G/R/E/C | Tip antenă       | Tip receptor       |
| ------- | --------------------- | ---- | ----------- | ----------- | ------ | ------------------------------------- | ---------------- | ------------------ |
| 1       | Alba Iulia            | ABIU | 46°04'39.8" | 23°33'58.6" | 307.5  | G/R                                   | LEIAT504GG LEIS  | LEICA GRX1200GGPRO |
| 2       | Adjud                 | ADJU | 46°05'43.5" | 27°11'21.5" | 139.8  | G/R                                   | LEIAT504GG LEIS  | LEICA GRX1200GGPRO |
| 3       | Alexandria            | ALXR | 43°58'11.8" | 25°19'35.9" | 114.3  | G/R                                   | TPSCR.G3 TPSH    | Topcon TPS NETG3   |
| 4       | Arad                  | ARAD | 46°10'23.5" | 21°20'40.5" | 167.7  | G/R                                   | TPSCR.G3 TPSH    | Topcon TPS NETG3   |
| 5       | Bacau                 | BACA | 46°33'43.4" | 26°54'44.0" | 219.2  | G/R/E/C                               | LEIAR20 LEIM     | Leica GR50         |
| 6       | Baia Mare             | BAIA | 47°39'06.4" | 23°33'27.8" | 271.0  | G/R/E/C                               | LEIAR20 LEIM     | Leica GR50         |
| 7       | Bailesti              | BAIS | 44°01'20.4" | 23°20'26.0" | 116.0  | G/R                                   | LEIAT504GG LEIS  | LEICA GRX1200GGPRO |
| 8       | Barlad                | BRL1 | 46°13'33.4" | 27°40'22.1" | 112.0  | G/R/E/C                               | LEIAR20 LEIM     | Leica GR50         |
| 9       | Beius                 | BEIU | 46°40'10.0" | 22°21'05.2" | 244.5  | G/R                                   | LEIAT504GG LEIS  | LEICA GRX1200GGPRO |
| 10      | Bistrita              | BIST | 47°07'44.0" | 24°29'38.3" | 414.0  | G/R                                   | TPSCR.G3 TPSH    | Topcon TPS NETG3   |
| 11      | Braila                | BRAI | 45°16'03.6" | 27°58'23.7" | 68.3   | G/R/E                                 | LEIAR25.R22 LEIT | LEICA GRX1200+GNSS |
| 12      | Bucuresti             | BUCU | 44°27'50.2" | 26°07'32.7" | 143.2  | G/R/E/C                               | LEIAR25.R4 LEIT  | Leica GR50         |
| 13      | Buzau                 | BUZA | 45°09'01.7" | 26°48'35.5" | 161.3  | G/R                                   | TPSCR.G5 TPSH    | Topcon TPS NETG3   |
| 14      | Calarasi              | CALR | 44°12'18.4" | 27°18'48.2" | 73.4   | G/R                                   | TPSCR.G5 TPSH    | Topcon TPS NETG3A  |
| 15      | Campeni               | CAM1 | 46°21'48.3" | 23°02'58.8" | 613.0  | G/R                                   | LEIAT504GG LEIS  | LEICA GRX1200GGPRO |
| 16      | Miercurea Ciuc        | CIUC | 46°21'39.7" | 25°48'05.2" | 729.1  | G/R                                   | TPSCR.G3 TPSH    | Topcon TPS NETG3   |
| 17      | Cluj                  | CLU2 | 46°46'21.1" | 23°37'29.3" | 395.2  | G/R/E                                 | LEIAR25.R22 LEIT | LEICA GRX1200+GNSS |
| 18      | Corabia               | CORA | 43°46'29.4" | 24°30'08.0" | 97.7   | G/R                                   | LEIAT504GG LEIS  | LEICA GRX1200GGPRO |
| 19      | Constanta             | COST | 44°09'41.4" | 28°39'27.1" | 46.2   | G/R/E                                 | LEIAT504GG       | LEICA GRX1200+GNSS |
| 20      | Craiova               | CRAI | 44°20'16.8" | 23°45'52.4" | 143.2  | G/R/E                                 | LEIAR25          | LEICA GRX1200+GNSS |
| 21      | Cernavoda             | CRNV | 44°20'31.5" | 28°01'52.4" | 61.2   | G/R                                   | LEIAT504GG LEIS  | LEICA GRX1200GGPRO |
| 22      | Dej                   | DEJ1 | 47°08'42.4" | 23°52'34.8" | 291.0  | G/R                                   | LEIAT504GG LEIS  | LEICA GRX1200GGPRO |
| 23      | Deva                  | DEVA | 45°52'42.3" | 22°54'48.7" | 246.7  | G/R/E/C                               | LEIAR20 LEIM     | Leica GR50         |
| 24      | Dorohoi               | DORO | 47°57'04.7" | 26°23'39.8" | 220.4  | G/R                                   | LEIAT504GG LEIS  | LEICA GRX1200GGPRO |
| 25      | Darmanesti            | DRMN | 46°22'06.5" | 26°29'25.9" | 389.4  | G/R                                   | TPSCR.G5 TPSH    | Topcon TPS NETG3A  |
| 26      | Drobeta Turnu Severin | DRTS | 44°37'38.0" | 22°38'04.3" | 131.6  | G/R                                   | LEIAT504GG LEIS  | LEICA GRX1200GGPRO |
| 27      | Fagaras               | FAGA | 45°50'46.2" | 24°58'07.2" | 475.8  | G/R                                   | LEIAT504GG LEIS  | LEICA GRX1200GGPRO |
| 28      | Faget                 | FAGE | 45°51'16.4" | 22°10'37.8" | 216.5  | G/R/E                                 | LEIAR25.R22 LEIT | LEICA GRX1200+GNSS |
| 29      | Flamanzi              | FLAM | 47°33'26.0" | 26°53'55.8" | 158.6  | G/R                                   | TPSCR.G5 TPSH    | Topcon TPS NETG3A  |
| 30      | Focsani               | FOCS | 45°42'29.9" | 27°11'40.6" | 97.3   | G/R                                   | TPSCR.G3 TPSH    | Topcon TPS NETG3   |
| 31      | Gheorgheni            | GHE1 | 46°43'29.2" | 25°35'54.1" | 869.5  | G/R/E/C                               | LEIAR20 LEIM     | Leica GR50         |
| 32      | Giurgiu               | GIUR | 43°53'10.6" | 25°57'42.2" | 77.6   | G/R                                   | TPSCR.G5 TPSH    | Topcon TPS NETG3A  |
| 33      | Gurahont              | GURA | 46°15'59.3" | 22°20'16.1" | 251.7  | G/R                                   | LEIAT504GG LEIS  | LEICA GRX1200GGPRO |
| 34      | Harsova               | HAR1 | 44°41'18.1" | 27°57'26.7" | 70.6   | G/R/E/C                               | LEIAR20 LEIM     | Leica GR50         |
| 35      | Horezu                | HORE | 45°08'44.2" | 23°59'20.7" | 511.8  | G/R                                   | TPSCR.G5 TPSH    | Topcon TPS NETG3A  |
| 36      | Huedin                | HUED | 46°51'55.2" | 23°01'56.0" | 599.8  | G/R                                   | TPSCR.G5 TPSH    | Topcon TPS NETG3A  |
| 37      | Iasi                  | IASI | 47°09'43.4" | 27°35'14.5" | 108.3  | G/R                                   | TPSCR.G3 TPSH    | Topcon TPS NETG3   |
| 38      | Insuratei             | INSU | 44°54'40.4" | 27°36'11.4" | 73.6   | G/R                                   | LEIAT504GG LEIS  | LEICA GRX1200GGPRO |
| 39      | Istria                | ISTR | 44°34'20.8" | 28°42'40.6" | 64.4   | G/R                                   | LEIAT504GG LEIS  | LEICA GRX1200GGPRO |
| 40      | Lehliu Gara           | LEHL | 44°26'32.0" | 26°51'03.9" | 99.5   | G/R                                   | LEIAT504GG LEIS  | LEICA GRX1200GGPRO |
| 41      | Medias                | MEDS | 46°09'45.9" | 24°20'48.7" | 359.8  | G/R                                   | TPSCR.G5 TPSH    | Topcon TPS NETG3A  |
| 42      | Mangalia              | MNGL | 43°48'33.4" | 28°34'48.2" | 53.6   | G/R                                   | TPSCR.G5 TPSH    | Topcon TPS NETG3A  |
| 43      | Moldova Noua          | MOLD | 44°43'40.4" | 21°37'03.3" | 136.6  | G/R                                   | TPSCR.G5 TPSH    | Topcon TPS NETG3A  |
| 44      | Targu Mures           | MURE | 46°33'29.3" | 24°33'59.7" | 365.7  | G/R                                   | TPSCR.G3 TPSH    | Topcon TPS NETG3   |
| 45      | Nehoiu                | NEHU | 45°25'02.0" | 26°18'08.4" | 440.6  | G/R                                   | TPSCR.G5 TPSH    | Topcon TPS NETG3A  |
| 46      | Odorheiul Secuiesc    | ODO1 | 46°18'25.1" | 25°17'39.2" | 526.1  | G/R                                   | LEIAT504GG LEIS  | LEICA GRX1200GGPRO |
| 47      | Oradea                | ORAD | 47°03'33.2" | 21°56'30.0" | 197.2  | G/R/E                                 | LEIAT504GG LEIS  | LEICA GRX1200+GNSS |
| 48      | Pascani               | PASC | 47°14'56.6" | 26°44'19.5" | 251.8  | G/R                                   | LEIAT504GG LEIS  | LEICA GRX1200GGPRO |
| 49      | Petrosani             | PET2 | 45°24'59.2" | 23°22'12.7" | 671.9  | G/R                                   | LEIAT504GG LEIS  | LEICA GRX1200GGPRO |
| 50      | Pitesti               | PITE | 44°51'14.9" | 24°52'43.3" | 338.0  | G/R                                   | LEIAT504GG LEIS  | LEICA GRX1200GGPRO |
| 51      | Ploiesti              | PLOI | 44°56'01.5" | 25°59'23.5" | 223.0  | G/R                                   | LEIAT504GG LEIS  | LEICA GRX1200GGPRO |
| 52      | Piatra Neamt          | PTNT | 46°55'35.0" | 26°21'58.9" | 377.0  | G/R                                   | TPSCR.G3 TPSH    | Topcon TPS NETG3   |
| 53      | Petresti              | PTRS | 47°36'12.4" | 22°21'42.3" | 191.5  | G/R                                   | TPSCR.G5 TPSH    | Topcon TPS NETG3A  |
| 54      | Resita                | RESI | 45°17'34.5" | 21°53'54.5" | 300.2  | G/R                                   | TPSCR.G3 TPSH    | Topcon TPS NETG3   |
| 55      | Satu Mare             | SATU | 47°47'25.5" | 22°52'09.4" | 179.8  | G/R                                   | LEIAT504GG LEIS  | LEICA GRX1200GGPRO |
| 56      | Sfantu Gheorghe       | SFGH | 45°51'59.1" | 25°47'17.8" | 580.6  | G/R/E/C                               | LEIAR20 LEIM     | Leica GR50         |
| 57      | Sibiu                 | SIB1 | 45°46'54.3" | 24°08'45.9" | 494.2  | G/R/E                                 | LEIAT504GG LEIS  | LEICA GRX1200+GNSS |
| 58      | Slobozia              | SLOB | 44°33'49.4" | 27°21'56.5" | 72.7   | G/R                                   | TPSCR.G3 TPSH    | Topcon TPS NETG3   |
| 59      | Slatina               | SLTN | 44°25'21.7" | 24°22'00.8" | 229.0  | G/R                                   | LEIAT504GG LEIS  | LEICA GRX1200GGPRO |
| 60      | Suceava               | SUCE | 47°38'09.3" | 26°14'13.0" | 415.2  | G/R/E                                 | LEIAR25.R22 LEIT | LEICA GRX1200GGPRO |
| 61      | Sulina                | SULI | 45°09'22.6" | 29°39'16.4" | 45.3   | G/R                                   | TPSCR.G5 TPSH    | Topcon TPS NETG3A  |
| 62      | Tatarastii de Jos     | TAJO | 44°22'31.8" | 25°10'26.4" | 169.1  | G/R                                   | TPSCR.G5 TPSH    | Topcon TPS NETG3A  |
| 63      | Targu Bujor           | TBUJ | 45°52'15.4" | 27°54'45.8" | 83.0   | G/R                                   | LEIAT504GG LEIS  | LEICA GRX1200GGPRO |
| 64      | Timisoara             | TIM1 | 45°46'47.7" | 21°13'51.5" | 154.7  | G/R                                   | LEIAT504GG LEIS  | LEICA GRX1200GGPRO |
| 65      | Targu Jiu             | TJIU | 45°02'48.8" | 23°16'26.2" | 267.3  | G/R                                   | TPSCR.G3 TPSH    | Topcon TPS NETG3   |
| 66      | Tulcea                | TLCA | 45°10'39.4" | 28°48'05.0" | 53.1   | G/R/E                                 | TPSCR.G3 TPSH    | LEICA GRX1200+GNSS |
| 67      | Targoviste            | TRGV | 44°55'05.8" | 25°27'56.4" | 323.1  | G/R                                   | TPSCR.G3 TPSH    | Topcon TPS NETG3   |
| 68      | Valea Doftanei        | VAD2 | 45°18'12.7" | 25°43'19.9" | 740.3  | G/R                                   | LEIAT504GG LEIS  | LEICA GRX1200GGPRO |
| 69      | Vatra Moldovitei      | VAMO | 47°39'05.9" | 25°34'30.5" | 674.7  | G/R                                   | TPSCR.G5 TPSH    | Topcon TPS NETG3A  |
| 70      | Vaslui                | VASL | 46°38'29.7" | 27°43'28.5" | 174.5  | G/R                                   | LEIAT504GG LEIS  | LEICA GRX1200GGPRO |
| 71      | Vatra Dornei          | VATR | 47°19'03.6" | 25°20'19.5" | 1347.1 | G/R                                   | LEIAT504GG LEIS  | LEICA GRX1200GGPRO |
| 72      | Viseu de Sus          | VISE | 47°42'29.4" | 24°25'54.0" | 540.0  | G/R                                   | LEIAT504GG LEIS  | LEICA GRX1200GGPRO |
| 73      | Ramnicu Valcea        | VLC2 | 45°06'31.6" | 24°21'53.8" | 310.4  | G/R                                   | TPSCR.G3 TPSH    | Topcon TPS NETG3   |
| 74      | Zalau                 | ZALU | 47°10'39.8" | 23°03'42.5" | 331.3  | G/R                                   | LEIAT504GG LEIS  | LEICA GRX1200GGPRO |
| 75      | Zerind                | ZERI | 46°37'30.6" | 21°31'02.5" | 144.4  | G/R                                   | TPSCR.G5 TPSH    | Topcon TPS NETG3A  |

Stațiile de referință constituie Rețeaua Geodezică Națională Spațială de Clasă A care reprezintă baza pentru efectuarea măsurătorilor în Sistemul de Referință Terestru European 1989 (ETRS89), adoptat oficial în România prin Ordinul directorului general al ANCPI nr. 212/2009. Coordonatele ETRS89 pot fi ulterior transformate în sistemul național de Proiecție Stereografică 1970 cu ajutorul softului TransDatRO, pus gratuit la dispoziția utilizatorilor de către CNC.
Precizii oferite
| Denumire serviciu                                                  | Precizia oferită | Observații                     |
| ------------------------------------------------------------------ | ---------------- | ------------------------------ |
| Poziționare GNSS în timp real (RTK)                                | 2 – 3 cm         | în condiții optime de măsurare |
| Servicii de poziționare GNSS pentru post procesare (fișiere RINEX) | 1 cm             | în condiții optime             |

Datele sub forma corecțiilor diferențiale sunt transmise în format RTCM, versiunea 2.3 sau 3.1, prin protocolul NTRIP și necesită o conexiune stabilă la internet pentru a putea fi accesate.
Utilizatorilor le sunt oferite următoarele produse de timp real:
| Denumire produs | Tip produs      | SP GNSS utilizată | Tip mesaj                           | Port conexiune    | Versiune RTCM | Sistem satelitar |
| --------------- | --------------- | ----------------- | ----------------------------------- | ----------------- | ------------- | ---------------- |
| Nearest_2.3     | Nearest site    | -                 | RTCM 2.x (Type 1;2;18;19)           | ROMPOS-Proxy:2101 | 2.3           | G/R/-/-/-        |
| Nearest_3.1     | Nearest site    | -                 | RTCM 3.x (Extended)                 | ROMPOS-Proxy:2101 | 3.x           | G/R/-/-/-        |
| Nearest_3G      | Nearest site    | -                 | RTCM 3.x (MSM4)                     | ROMPOS-Proxy:2101 | 3.x           | G/R/E/-/-        |
| Nearest_CMR+    | Nearest site    | -                 | CMR+                                | ROMPOS-Proxy:2101 | -             | G/R/-/-/-        |
| RO_FKP_2.3      | Automatic cells | -                 | FKP RTCM 2.x (Type 18;19)           | ROMPOS-Proxy:2101 | 2.3           | G/R/-/-/-        |
| RO_FKP_3.1      | Automatic cells | -                 | FKP RTCM 3.x (Extended; 1034; 1035) | ROMPOS-Proxy:2101 | 3.x           | G/R/-/-/-        |
| RO_i_MAX_2.3    | Automatic cells | -                 | i-MAX RTCM 2.x (Type 1;2;18;19)     | ROMPOS-Proxy:2101 | 2.3           | G/R/-/-/-        |
| RO_iMAX_3.1     | Automatic cells | -                 | i-MAX RTCM 3.x (Extended)           | ROMPOS-Proxy:2101 | 3.x           | G/R/-/-/-        |
| RO_MAX_3.1      | Automatic cells | -                 | MAX RTCM 3.x (Extended;1015;1016)   | ROMPOS-Proxy:2101 | 3.x           | G/R/-/-/-        |
| RO_VRS_3.1      | Automatic cells | -                 | Virtual RS RTCM 3.x (Extended)      | ROMPOS-Proxy:2101 | 3.x           | G/R/-/-/-        |
| RO_VRS_MSM4     | Automatic cells | -                 | Virtual RS RTCM 3.x (MSM4)          | ROMPOS-Proxy:2101 | 3.x           | G/R/E/-/-        |

           Fișierele RINEX se pot descărca de pe platforma app.rompos.ro, sau completând un formular tipizat, disponibil pe site-ul rompos.ro.

### Administrare
Stațiile GNSS permanente ROMPOS (denumite și stații de referință) sunt administrate la nivel central de către Biroul ROMPOS din cadrul CNC și la nivel local de către Oficiile de Cadastru și Publicitate Imobiliară OCPI.

### Relații internaționale
Rețele de stații de referință similare cu ROMPOS au fost dezvoltate în toate țările Europei și în majoritatea țărilor lumii, acestea având un aport semnificativ la dezvoltarea socio-economică.
CNC prin ROMPOS este parte din două proiecte europene: EUREF Permanent Network (Rețeaua Europeană de Stații de Referință GNSS) și EUPOS. De asemenea, stația GNSS permanentă BUCU, instalată la Facultatea de Geodezie a UTCB și integrată în ROMPOS, este inclusă și în rețeaua globală administrată de Servciul Internațional GNSS (IGS).
Pentru îmbunătățirea serviciilor de poziționare în zonele de frontieră, CNC a încheiat prin ANCPI protocoale cu Ungaria, Ucraina, Republica Moldova și Bulgaria.

### Utilizare
ROMPOS este utilizat în special în lucrări de geodezie, cadastru, fotogrammetrie, topografie, cartografie, GIS, putând fi utilizat și în alte domenii de activitate în care se dorește determinarea poziției pe baza sistemelor globale de navigație prin satelit: agricultură, construcții, navigație terestră, maritimă și fluvială, managementul dezastrelor, geodinamică, meteorologie, precum și în cercetarea științifică.
De asemenea, serviciile ROMPOS sunt utilizate pe scară largă pentru lucrările de înregistrare sistematică a proprietăților, în cadrul Programului Național de Cadastru și Carte Funciară (PNCCF).

### Dezvoltări ulterioare
Având în vedere evoluțiile tehnologice exponențiale, rețeaua ROMPOS se află într-o continuă extindere și dezvoltare pentru a oferi întotdeauna utilizatorilor cele mai bune servicii de poziționare.